# Heinz Koberg
Heinz Koberg (* 16. März 1914; † 1. Mai 2013) war ein deutscher Redakteur, Foto-Chronist, Autor und Dokumentarfilmer.

## Leben
Geboren noch zur Zeit des Deutschen Kaiserreichs, durchlebte Heinz Koberg die Weimarer Republik, die Zeit des Nationalsozialismus und die Zerstörung der späteren niedersächsischen Landeshauptstadt durch die Luftangriffe auf Hannover im Zweiten Weltkrieg.
Nach 1945 arbeitete Koberg unter anderem als Redakteur und Fotograf der Neuen Presse und hielt zugleich mehr als ein Viertel Jahrhundert lang die Entwicklung der Stadt filmisch und fotografisch fest, von den Anfängen des Neuaufbaues ab 1945 bis in die Phase der Modernisierungen der 1970er Jahre.
Erst nach Jahrzehnten wurde der Öffentlichkeit die historische Bedeutung von Kobergs Werken bewusst: Kobergs dokumentierte insbesondere die 1945 zu rund 48 Prozent zerstörte Stadt Hannover und wie sich die Landeshauptstadt während des Wiederaufbaus etwa unter dem Stadtbaurat Rudolf Hillebrecht neu erfand.
Heinz Koberg veröffentlichte zudem Bücher wie beispielsweise „Unser Isernhagen“ oder über Mühlen, Kirchen und Klöster in der Region Hannover (siehe im Abschnitt Schriften).

## Ausstellungen (Auswahl)
- 1969: Städtische Galerie KUBUS, Hannover: 10 Photographen in Hannover, Gruppenausstellung mit Werken von Joachim Giesel, Wilhelm Hauschild, Udo Heuer, Kurt Julius, Heinz Koberg; Werner Koblizek, Reinhold Lessmann, Günter R Reitz, Heinrich Riebesehl und Umbo

## Werke (Auswahl)
- Fliege mit über Niedersachsen. Das Erlebnis einer gemächlichen Luftreise, 128 Abbildungen mit Text, Hannover: Sponholtz, 1957.
- Heinz Koberg (Fotos), August F. Teschemacher (Text): Von oben sieht es anders aus, Hannover: Fackelträger-Verlag, 1958.
- Helmut Engel: Das Zisterzienkloster Amelungsborn (= Grosse Baudenkmäler, Heft 199), mit Aufnahmen von Hans Wagner und Heinz Koberg, München; Berlin: Deutscher Kunstverlag, 1966.
- Unser Isernhagen. Bilder und Geschichten aus einer Gemeinde. 10 Jahre nach der Verwaltungs- und Gebietsreform, 1. Auflage, hrsg. von der Gemeinde Isernhagen, Isernhagen: Gemeinde Isernhagen, 1984.
- Hannover 1945 – Zerstörung und Wiedergeburt. Bilddokumente eines Augenzeugen, Hannover: Schlütersche Verlagsgesellschaft, 1985, ISBN 3-87706-198-2; Inhaltsangabe
- Mühlen rund um Hannover. Müller, Mühlenplätze, Mühlentechnik. Geschichten und Geschichte, Hannover: Schlütersche Verlagsgesellschaft, 1987, ISBN 3-87706-218-0; Inhaltsangabe
- Kirchen – Klöster – Kapellen im Landkreis Hannover von Helmershausen bis Hase, hrsg. vom Landkreis Hannover, Hannover: Landkreis Hannover, 1991.
- Natur- und Landschaftsschutz im Landkreis Hannover, hrsg. vom Landkreis Hannover, Hannover: Landkreis Hannover, 1995.

## Filmografie
- Alle machen mit, 1960, 25 Minuten
- Rote-Punkt-Aktion in Hannover, 1969 (1994), 5 Minuten
- Die Stadt menschlicher machen – Hannover 1972, 21 Minuten